# Küpper-Produktionsfunktion
Die Produktionsfunktion nach Küpper (auch als Produktionsfunktion vom Typ E bekannt) ist in der betriebswirtschaftlichen Produktionstheorie eine Produktionsfunktion, die 1979 von Hans-Ulrich Küpper eingeführt wurde und ein dynamisches Modell durch Berücksichtigung der Dauer des Produktionsprozesses darstellt. 

## Inhalt
Sie baut auf der Input-Output-Analyse der Kloock-Produktionsfunktion (Typ D) auf. Küpper verfeinerte diese Analyse, indem er mehrere Perioden betrachtet und, neben Beschaffungs-, Produktions- und Vertriebsstellen, weitere betriebliche Funktionen untersucht.
Dadurch können weitere Sachverhalte wie Losfertigung, Rüsten oder Lagern von Zwischen- oder Endprodukten abgebildet werden.

## Formale Darstellung
Das statische Modell des Typs D wird durch die Einführung eines Zeitindexes dynamisiert, wobei der Zeitraum zwischen Produktionsfaktoreinsatz (englisch input) und Ausbringung (englisch output) nach drei Modelltypen differenziert wird. Hiermit lassen sich die wesentlichen Aspekte dynamischer Massen- und Serienfertigung erfassen.